# Pseudorimula
Pseudorimula là một chi ốc biển, là động vật thân mềm chân bụng sống ở biểns trong họ Lepetodrilidae.

## Các loài
Các loài trong chi Pseudorimula gồm có:
- Pseudorimula marianae McLean, 1989[3]
- Pseudorimula midatlantica McLean, 1992[4]